# 城北 (臺北市)
城北是臺灣日治時期臺北市之地名，指臺北城（城內）之北，不是行政上的正式地名，但是仍可見官方使用。

## 概要
非行政上的正式地名，故無明確的界線。以行政區來看，大約包括後來的北門町、御成町、樺山町、大正町、三橋町、圓山町、宮前町、泉町、上奎府町、建成町、下奎府町、太平町、永樂町、港町、大橋町、日新町、蓬萊町、大龍峒町、河合町等，範圍大約是現在臺北市的中正區北端、中山區西部、大同區一帶。
1915年9月，臺北第四尋常小學校更名為臺北城北尋常小學校，即後來之樺山小學校、樺山國民學校。1918年的報導中指出，當時的「臺北城北尋常小學校」是全島人數最多的小學校，學生有1200餘名。戰後廢校，原址現為內政部警政署。